# Adrian Smith (architekt)
Adrian Smith (ur. 19 sierpnia 1944) – amerykański architekt, jeden z najbardziej znanych na świecie. Zaprojektował kilka wieżowców o dużym znaczeniu w skali światowej, między innymi najwyższy budynek na świecie – Burdż Chalifa.

## Wybrane projekty
Ukończone projekty przy współpracy z SOM:
| Budynek                                          | Rok       | Miasto      | Państwo          |
| ------------------------------------------------ | --------- | ----------- | ---------------- |
| 10 Fleet Place, Ludgate                          | 1992      | Londyn      | Wielka Brytania  |
| 601 Congress Street, Manulife Financial          | 2003      | Boston      | USA              |
| Aramco Headquarters Office Building              | 1993      | Az-Zahran   | Arabia Saudyjska |
| AT&T Corporate Center                            | 1989      | Chicago     | USA              |
| Banco de Occidente                               | 1980      | Gwatemala   | Gwatemala        |
| BankBoston Headquarters                          | 2000      | São Paulo   | Brazylia         |
| Canary Wharf                                     | 1991–2004 | Londyn      | Wielka Brytania  |
| Canary Wharf Master plan                         | 1991      | Londyn      | Wielka Brytania  |
| General Motors Renaissance Center                | 2003      | Detroit     | USA              |
| Jubilee Park Pavilion                            | 2004      | Londyn      | Wielka Brytania  |
| Jin Mao Tower                                    | 1998      | Szanghaj    | Chiny            |
| Millennium Park Master planning                  | 2002      | Chicago     | USA              |
| NBC Tower                                        | 1989      | Chicago     | USA              |
| Olympia Centre                                   | 1986      | Chicago     | USA              |
| Rowes Wharf                                      | 1988      | Boston      | USA              |
| Tower Palace III                                 | 2004      | Seul        | Korea Południowa |
| United Gulf Bank Building                        | 1986      | Manama      | Bahrajn          |
| USG Building (obecnie AT&T Corporate Center)     | 1991      | Chicago     | USA              |
| Washington University Arts and Sciences Building | 2000      | Saint Louis | USA              |
| Washington University Psychology Building        | 1996      | Saint Louis | USA              |